# Andreas Jonsson
Andreas Jonsson (ur. 3 września 1980 w Hallstavik) – szwedzki żużlowiec. Indywidualny wicemistrz świata 2011. W latach 2002–2016 był stałym uczestnikiem Grand Prix. W swoim dorobku ma tytuł Indywidualnego Mistrza Świata Juniorów 2000, Drużynowe Mistrzostwo Świata z 2003, 2004 oraz 2015, wicemistrzostwo z 2005, 2006 i 2017, a także brązowy medal tych rozgrywek z 2001, 2009, 2010, 2011 i 2016. Jest rekordzistą pod względem liczby zdobytych punktów w drużynowym pucharze świata. Czterokrotny zwycięzca drużynowych mistrzostw Polski (2001, 2003, 2011, 2013)
Pięciokrotny złoty medalista drużynowych mistrzostw Szwecji (1997, 2001, 2002, 2007, 2016). Jedenastokrotny medalista indywidualnych mistrzostw Szwecji: siedmiokrotnie złoty (2006, 2007, 2009, 2010, 2011, 2013, 2016), trzykrotnie srebrny (2012, 2015, 2019) oraz brązowy (2001). Ponadto zdobył m.in. Młodzieżowe Indywidualne Mistrzostwo Szwecji w 1998 i 2000 oraz srebrny medal tych rozgrywek w 1999, Indywidualne Mistrzostwo Szwecji Młodzików w 1995 oraz mistrzostwo Szwecji Par w 2001.

## Kariera
Jego pierwszym klubem w lidze szwedzkiej była Rospiggarna Hallstavik, dla której zaczął jeździć w sezonie 1996. W polskiej lidze zaczął od startowania w Stali Gorzów (1999–2000), Apatorze Toruń (2001), Włókniarzu Częstochowa (2002–2003), a od 2004 reprezentował barwy Polonii Bydgoszcz. Po spędzeniu dziewięciu sezonów Rospiggarnie, w 2005 podpisał kontrakt z Dackarną Målilla.
12 sierpnia 2006 r. wygrał pierwszą rundę Grand Prix w karierze. Cały cykl ukończył na czwartej pozycji.
3 grudnia 2010 podpisał 3-letni kontrakt z drużyną Falubazu Zielona Góra. W sezonie 2011 reprezentował w lidze polskiej Falubaz Zielona Góra, z którym wywalczył Mistrzostwo Polski, a w lidze szwedzkiej powrócił do Rospiggarny Hallstavik. Cyklu Grand Prix 2011 nie rozpoczął najlepiej. Po pięciu rundach (z jedenatsu, jakie rozgrywane były w GP 2011) miał na swoim koncie tylko 36 punktów, co dawało mu dopiero dziesiąte miejsce w klasyfikacji generalnej. W dalszej części rozgrywek osiągał znacznie lepsze wyniki. Stanął na podium w czterech rundach, trzy z nich zwyciężając. Dało mu to drugie miejsce w klasyfikacji końcowej, a zarazem pierwszy i jedyny medal IMŚ w karierze.
W latach 2011–2013 poza startami w lidze polskiej, jeździł również w dwóch szwedzkich ligach jednocześnie. Występował w Elitserien w barwach Dackarny oraz w Allsvenskan jako zawodnik Rospiggarnay.
W 2015 rozwiązał kontrakt z zielonogórskim Falubazem. W barwach tego klubu wywalczył dwa złote medale DMP. W sezonie 2016 jeździł dla ROWu Rybnik, a rok później dla częstochowskiego Włókniarza. Grand Prix 2016 ukończył na 14. miejscu i wypadł z cyklu po piętnastu latach startów na zasadzie stałego uczestnika. Dwa lata później wystąpił z dziką kartą w Grand Prix Szwecji. Był to ostatni występ Jonssona w Grand Prix.
Sezon 2018 spędził w klubie Speed Car Motor Lublin w Nice 1 lidze żużlowej, gdzie z klubem wywalczył awans do PGE ekstraligi żużlowej. Podpisał kontrakt z tym klubem na sezon 2019. W sierpniu 2019 poinformował o zakończeniu kariery sportowej.
Menadżerem Andreasa Jonssona od 2006 roku był Dawid Kozioł. Mechanikiem zawodnika był Rafał Lohmann.

## Starty w Grand Prix (indywidualnych mistrzostwach świata na żużlu)

### Zwycięstwa w poszczególnych zawodachGrand Prix
| Nr | Dzień           | Rok  | Nazwa                  | Miejscowość   | Tor                          | Długość toru |
| -- | --------------- | ---- | ---------------------- | ------------- | ---------------------------- | ------------ |
| 1. | 12 sierpnia     | 2006 | Grand Prix Skandynawii | Målilla       | G&B Stadium                  | 310m         |
| 2. | 9 czerwca       | 2007 | Grand Prix Danii       | Kopenhaga     | Parken (sztuczny tor)        | 275m         |
| 3. | 13 października | 2007 | Grand Prix Niemiec     | Gelsenkirchen | Veltins-Arena (sztuczny tor) | 373m         |
| 4. | 29 sierpnia     | 2009 | Grand Prix Nordyckie   | Vojens        | Speedway Center              | 300m         |
| 5. | 9 października  | 2010 | Grand Prix Polski      | Bydgoszcz     | Stadion Polonii              | 348m         |
| 6. | 30 lipca        | 2011 | Grand Prix Włoch       | Terenzano     | Olympia Stadium              | 400m         |
| 7. | 27 sierpnia     | 2011 | Grand Prix Polski      | Toruń         | Motoarena                    | 325m         |
| 8. | 24 września     | 2011 | Grand Prix Chorwacji   | Goričan       | Stadion Millenium            | 305m         |
| 9. | 13 września     | 2014 | Grand Prix Nordyckie   | Vojens        | Vojens Speedway Center       | 300m         |

### Miejsca na podium
| Nr  | Dzień           | Rok  | Nazwa                        | Miejscowość   | Tor                               | Miejsce | Punkty | Biegi           | Zwycięzca          |
| --- | --------------- | ---- | ---------------------------- | ------------- | --------------------------------- | ------- | ------ | --------------- | ------------------ |
| 1.  | 26 czerwca      | 2004 | Grand Prix Danii             | Kopenhaga     | Parken (sztuczny tor)             | 2.      | 20     | (3,3,2,2,2)     | Jason Crump        |
| 2.  | 13 sierpnia     | 2005 | Grand Prix Skandynawii       | Målilla       | G&B Stadium                       | 2.      | 20     | (1,3,3,3,3,3,2) | Jason Crump        |
| 3.  | 3 czerwca       | 2006 | Grand Prix Wielkiej Brytanii | Cardiff       | Millennium Stadium (sztuczny tor) | 2.      | 20     | (0,2,3,3,1,2,2) | Jason Crump        |
| 4.  | 12 sierpnia     | 2006 | Grand Prix Skandynawii       | Målilla       | G&B Stadium                       | 1.      | 25     | (1,3,1,3,3,3,3) | —                  |
| 5.  | 9 czerwca       | 2007 | Grand Prix Danii             | Kopenhaga     | Parken (sztuczny tor)             | 1.      | 16     | (0,2,1,3,2,2,6) | —                  |
| 6.  | 13 października | 2007 | Grand Prix Niemiec           | Gelsenkirchen | Veltins-Arena (sztuczny tor)      | 1.      | 20     | (3,1,3,3,2,2,6) | —                  |
| 7.  | 9 maja          | 2009 | Grand Prix Europy            | Leszno        | Stadion im. Alfreda Smoczyka      | 3.      | 16     | (1,3,3,2,3,2,2) | Jason Crump        |
| 8.  | 29 sierpnia     | 2009 | Grand Prix Nordyckie         | Vojens        | Speedway Center                   | 1.      | 20     | (2,3,2,3,1,3,6) | —                  |
| 9.  | 8 maja          | 2010 | Grand Prix Szwecji           | Göteborg      | Ullevi (sztuczny tor)             | 3.      | 12     | (3,0,0,3,2,2,1) | Kenneth Bjerre     |
| 10. | 9 października  | 2010 | Grand Prix Polski            | Bydgoszcz     | Stadion Polonii                   | 1.      | 16     | (0,3,0,3,2,2,6) | —                  |
| 11. | 30 lipca        | 2011 | Grand Prix Włoch             | Terenzano     | Olympia Stadium                   | 1.      | 17     | (3,2,1,2,1,2,6) | —                  |
| 12. | 13 sierpnia     | 2011 | Grand Prix Skandynawii       | Målilla       | G&B Stadium                       | 2.      | 19     | (3,2,3,2,3,2,4) | Jarosław Hampel    |
| 13. | 27 sierpnia     | 2011 | Grand Prix Polski            | Toruń         | Motoarena                         | 1.      | 20     | (2,3,3,1,3,2,6) | —                  |
| 14. | 24 września     | 2011 | Grand Prix Chorwacji         | Goričan       | Stadion Millenium                 | 1.      | 18     | (3,1,u,3,2,3,6) | —                  |
| 15. | 28 lipca        | 2012 | Grand Prix Chorwacji         | Goričan       | Stadion Millenium                 | 2.      | 15     | (3,3,3,0,0,2,4) | Nicki Pedersen     |
| 16. | 13 września     | 2014 | Grand Prix Nordyckie         | Vojens        | Vojens Speedway Center            | 1.      | 15     | (1,3,2,1,2,3,3) | —                  |
| 17. | 11 października | 2014 | Grand Prix Polski            | Toruń         | Motoarena                         | 2.      | 17     | (2,3,3,2,2,3,2) | Krzysztof Kasprzak |
| 18. | 16 maja         | 2015 | Grand Prix Finlandii         | Tampere       | Ratinan Stadion (sztuczny tor)    | 3.      | 12     | (1,2,2,1,3,2,1) | Nicki Pedersen     |

### Punkty w poszczególnych zawodachGrand Prix
| Sezon 2001                   |                                |                                |                                |                                |                                 |                                 |                                 |                                 |                          |                                 |                          |         |         |         |         |         |         |         |         |         |         |        |        |        |        |        |        |        |        |        |        |        |        |        |        |        |        |
| GP Niemiec – Berlin          | GP Wielkiej Brytanii – Cardiff | GP Danii – Vojens              | GP Czech – Praga               | GP Polski – Bydgoszcz          | GP Szwecji – Sztokholm          | miejsce                         | miejsce                         | miejsce                         | miejsce                  | miejsce                         | miejsce                  | miejsce | miejsce | miejsce | miejsce | miejsce | miejsce | miejsce | miejsce | miejsce | miejsce | punkty | punkty | punkty | punkty | punkty | punkty | punkty | punkty | punkty | punkty | punkty | punkty | punkty | punkty | punkty | punkty |
| –                            | –                              | –                              | –                              | –                              | 7                               | 26                              | 26                              | 26                              | 26                       | 26                              | 26                       | 26      | 26      | 26      | 26      | 26      | 26      | 26      | 26      | 26      | 26      | 7      | 7      | 7      | 7      | 7      | 7      | 7      | 7      | 7      | 7      | 7      | 7      | 7      | 7      | 7      | 7      |
| Sezon 2002                   |                                |                                |                                |                                |                                 |                                 |                                 |                                 |                          |                                 |                          |         |         |         |         |         |         |         |         |         |         |        |        |        |        |        |        |        |        |        |        |        |        |        |        |        |        |
| GP Norwegii – Hamar          | GP Polski – Bydgoszcz          | GP Wielkiej Brytanii – Cardiff | GP Słowenii – Krško            | GP Szwecji – Sztokholm         | GP Czech – Praga                | GP Skandynawii – Göteborg       | GP Europy – Chorzów             | GP Danii – Vojens               | GP Australii – Sydney    | miejsce                         | miejsce                  | miejsce | miejsce | miejsce | miejsce | miejsce | miejsce | miejsce | miejsce | miejsce | miejsce | punkty | punkty | punkty | punkty | punkty | punkty | punkty | punkty | punkty | punkty | punkty | punkty |        |        |        |        |
| 3                            | 8                              | 7                              | 16                             | 7                              | 5                               | 4                               | 3                               | 4                               | 13                       | 14                              | 14                       | 14      | 14      | 14      | 14      | 14      | 14      | 14      | 14      | 14      | 14      | 70     | 70     | 70     | 70     | 70     | 70     | 70     | 70     | 70     | 70     | 70     | 70     |        |        |        |        |
| Sezon 2003                   |                                |                                |                                |                                |                                 |                                 |                                 |                                 |                          |                                 |                          |         |         |         |         |         |         |         |         |         |         |        |        |        |        |        |        |        |        |        |        |        |        |        |        |        |        |
| GP Europy – Chorzów          | GP Szwecji – Avesta            | GP Wielkiej Brytanii – Cardiff | GP Danii – Kopenhaga           | GP Słowenii – Krško            | GP Skandynawii – Göteborg       | GP Czech – Praga                | GP Polski – Bydgoszcz           | GP Norwegii – Hamar             | miejsce                  | miejsce                         | miejsce                  | miejsce | miejsce | miejsce | miejsce | miejsce | miejsce | miejsce | miejsce | miejsce | miejsce | punkty | punkty | punkty | punkty | punkty | punkty | punkty | punkty | punkty | punkty | punkty | punkty | punkty |        |        |        |
| –                            | 2                              | 11                             | 7                              | 7                              | 13                              | 13                              | 7                               | 16                              | 10                       | 10                              | 10                       | 10      | 10      | 10      | 10      | 10      | 10      | 10      | 10      | 10      | 10      | 76     | 76     | 76     | 76     | 76     | 76     | 76     | 76     | 76     | 76     | 76     | 76     | 76     |        |        |        |
| Sezon 2004                   |                                |                                |                                |                                |                                 |                                 |                                 |                                 |                          |                                 |                          |         |         |         |         |         |         |         |         |         |         |        |        |        |        |        |        |        |        |        |        |        |        |        |        |        |        |
| GP Szwecji – Sztokholm       | GP Czech – Praga               | GP Europy – Wrocław            | GP Wielkiej Brytanii – Cardiff | GP Danii – Kopenhaga           | GP Skandynawii – Göteborg       | GP Słowenii – Krško             | GP Polski – Bydgoszcz           | GP Norwegii – Hamar             | miejsce                  | miejsce                         | miejsce                  | miejsce | miejsce | miejsce | miejsce | miejsce | miejsce | miejsce | miejsce | miejsce | miejsce | punkty | punkty | punkty | punkty | punkty | punkty | punkty | punkty | punkty | punkty | punkty | punkty | punkty |        |        |        |
| 5                            | 7                              | 7                              | 13                             | 20                             | 8                               | 16                              | 8                               | 13                              | 7                        | 7                               | 7                        | 7       | 7       | 7       | 7       | 7       | 7       | 7       | 7       | 7       | 7       | 97     | 97     | 97     | 97     | 97     | 97     | 97     | 97     | 97     | 97     | 97     | 97     | 97     |        |        |        |
| Sezon 2005                   |                                |                                |                                |                                |                                 |                                 |                                 |                                 |                          |                                 |                          |         |         |         |         |         |         |         |         |         |         |        |        |        |        |        |        |        |        |        |        |        |        |        |        |        |        |
| GP Europy – Wrocław          | GP Szwecji – Eskilstuna        | GP Słowenii – Krško            | GP Wielkiej Brytanii – Cardiff | GP Danii – Kopenhaga           | GP Czech – Praga                | GP Skandynawii – Målilla        | GP Polski – Bydgoszcz           | GP Włoch – Lonigo               | miejsce                  | miejsce                         | miejsce                  | miejsce | miejsce | miejsce | miejsce | miejsce | miejsce | miejsce | miejsce | miejsce | miejsce | punkty | punkty | punkty | punkty | punkty | punkty | punkty | punkty | punkty | punkty | punkty | punkty | punkty |        |        |        |
| 8                            | 1                              | 3                              | 12                             | 8                              | 8                               | 20                              | 10                              | 10                              | 8                        | 8                               | 8                        | 8       | 8       | 8       | 8       | 8       | 8       | 8       | 8       | 8       | 8       | 80     | 80     | 80     | 80     | 80     | 80     | 80     | 80     | 80     | 80     | 80     | 80     | 80     |        |        |        |
| Sezon 2006                   |                                |                                |                                |                                |                                 |                                 |                                 |                                 |                          |                                 |                          |         |         |         |         |         |         |         |         |         |         |        |        |        |        |        |        |        |        |        |        |        |        |        |        |        |        |
| GP Słowenii – Krško          | GP Europy – Wrocław            | GP Szwecji – Eskilstuna        | GP Wielkiej Brytanii – Cardiff | GP Danii – Kopenhaga           | GP Włoch – Lonigo               | GP Skandynawii – Målilla        | GP Czech – Praga                | GP Łotwy – Dyneburg             | GP Polski – Bydgoszcz    | miejsce                         | miejsce                  | miejsce | miejsce | miejsce | miejsce | miejsce | miejsce | miejsce | miejsce | miejsce | miejsce | punkty | punkty | punkty | punkty | punkty | punkty | punkty | punkty | punkty | punkty | punkty | punkty |        |        |        |        |
| 8                            | 5                              | 10                             | 20                             | 7                              | 9                               | 25                              | 7                               | 16                              | 12                       | 4                               | 4                        | 4       | 4       | 4       | 4       | 4       | 4       | 4       | 4       | 4       | 4       | 119    | 119    | 119    | 119    | 119    | 119    | 119    | 119    | 119    | 119    | 119    | 119    |        |        |        |        |
| Sezon 2007                   |                                |                                |                                |                                |                                 |                                 |                                 |                                 |                          |                                 |                          |         |         |         |         |         |         |         |         |         |         |        |        |        |        |        |        |        |        |        |        |        |        |        |        |        |        |
| GP Włoch – Lonigo            | GP Europy – Wrocław            | GP Szwecji – Eskilstuna        | GP Danii – Kopenhaga           | GP Wielkiej Brytanii – Cardiff | GP Czech – Praga                | GP Skandynawii – Målilla        | GP Łotwy – Dyneburg             | GP Polski – Bydgoszcz           | GP Słowenii – Krško      | GP Niemiec – Gelsenkirchen      | miejsce                  | miejsce | miejsce | miejsce | miejsce | miejsce | miejsce | miejsce | miejsce | miejsce | miejsce | punkty | punkty | punkty | punkty | punkty | punkty | punkty | punkty | punkty | punkty | punkty |        |        |        |        |        |
| 7                            | 5                              | 5                              | 16                             | 5                              | 7                               | –                               | 8                               | 11                              | 6                        | 20                              | 10                       | 10      | 10      | 10      | 10      | 10      | 10      | 10      | 10      | 10      | 10      | 90     | 90     | 90     | 90     | 90     | 90     | 90     | 90     | 90     | 90     | 90     |        |        |        |        |        |
| Sezon 2008                   |                                |                                |                                |                                |                                 |                                 |                                 |                                 |                          |                                 |                          |         |         |         |         |         |         |         |         |         |         |        |        |        |        |        |        |        |        |        |        |        |        |        |        |        |        |
| GP Słowenii – Krško          | GP Europy – Leszno             | GP Szwecji – Göteborg          | GP Danii – Kopenhaga           | GP Wielkiej Brytanii – Cardiff | GP Czech – Praga                | GP Skandynawii – Målilla        | GP Łotwy – Dyneburg             | GP Polski – Bydgoszcz           | GP Włoch – Lonigo        | GP Finał – Bydgoszcz            | miejsce                  | miejsce | miejsce | miejsce | miejsce | miejsce | miejsce | miejsce | miejsce | miejsce | miejsce | punkty | punkty | punkty | punkty | punkty | punkty | punkty | punkty | punkty | punkty | punkty |        |        |        |        |        |
| 12                           | 9                              | 8                              | 9                              | 8                              | 9                               | 6                               | 10                              | 8                               | 9                        | 12                              | 7                        | 7       | 7       | 7       | 7       | 7       | 7       | 7       | 7       | 7       | 7       | 100    | 100    | 100    | 100    | 100    | 100    | 100    | 100    | 100    | 100    | 100    |        |        |        |        |        |
| Sezon 2009                   |                                |                                |                                |                                |                                 |                                 |                                 |                                 |                          |                                 |                          |         |         |         |         |         |         |         |         |         |         |        |        |        |        |        |        |        |        |        |        |        |        |        |        |        |        |
| GP Czech – Praga             | GP Europy – Leszno             | GP Szwecji – Göteborg          | GP Danii – Kopenhaga           | GP Wielkiej Brytanii – Cardiff | GP Łotwy – Dyneburg             | GP Skandynawii – Målilla        | GP Nordyckie – Vojens           | GP Słowenii – Krško             | GP Włoch – Terenzano     | GP Polski – Bydgoszcz           | miejsce                  | miejsce | miejsce | miejsce | miejsce | miejsce | miejsce | miejsce | miejsce | miejsce | miejsce | punkty | punkty | punkty | punkty | punkty | punkty | punkty | punkty | punkty | punkty | punkty |        |        |        |        |        |
| 1                            | 16                             | 12                             | 7                              | 5                              | 6                               | 10                              | 20                              | 5                               | 12                       | 12                              | 5                        | 5       | 5       | 5       | 5       | 5       | 5       | 5       | 5       | 5       | 5       | 116    | 116    | 116    | 116    | 116    | 116    | 116    | 116    | 116    | 116    | 116    |        |        |        |        |        |
| Sezon 2010                   |                                |                                |                                |                                |                                 |                                 |                                 |                                 |                          |                                 |                          |         |         |         |         |         |         |         |         |         |         |        |        |        |        |        |        |        |        |        |        |        |        |        |        |        |        |
| GP Europy – Leszno           | GP Szwecji – Göteborg          | GP Czech – Praga               | GP Danii – Kopenhaga           | GP Polski – Toruń              | GP Wielkiej Brytanii – Cardiff  | GP Skandynawii – Målilla        | GP Chorwacji – Gorican          | GP Nordyckie – Vojens           | GP Włoch – Terenzano     | GP Polski – Bydgoszcz           | miejsce                  | miejsce | miejsce | miejsce | miejsce | miejsce | miejsce | miejsce | miejsce | miejsce | miejsce | punkty | punkty | punkty | punkty | punkty | punkty | punkty | punkty | punkty | punkty | punkty |        |        |        |        |        |
| 5                            | 12                             | 13                             | 13                             | 3                              | 2                               | 7                               | 6                               | 9                               | 8                        | 17                              | 9                        | 9       | 9       | 9       | 9       | 9       | 9       | 9       | 9       | 9       | 9       | 95     | 95     | 95     | 95     | 95     | 95     | 95     | 95     | 95     | 95     | 95     |        |        |        |        |        |
| Sezon 2011                   |                                |                                |                                |                                |                                 |                                 |                                 |                                 |                          |                                 |                          |         |         |         |         |         |         |         |         |         |         |        |        |        |        |        |        |        |        |        |        |        |        |        |        |        |        |
| GP Europy – Leszno           | GP Szwecji – Göteborg          | GP Czech – Praga               | GP Danii – Kopenhaga           | GP Wielkiej Brytanii – Cardiff | GP Włoch – Terenzano            | GP Skandynawii – Målilla        | GP Polski – Toruń               | GP Nordyckie – Vojens           | GP Chorwacji – Gorican   | GP Polski – Gorzów Wielkopolski | miejsce                  | miejsce | miejsce | miejsce | miejsce | miejsce | miejsce | miejsce | miejsce | miejsce | miejsce | punkty | punkty | punkty | punkty | punkty | punkty | punkty | punkty | punkty | punkty | punkty |        |        |        |        |        |
| 5                            | 6                              | 8                              | 7                              | 10                             | 17                              | 19                              | 20                              | 8                               | 18                       | 7                               |                          |         |         |         |         |         |         |         |         |         |         | 124    | 124    | 124    | 124    | 124    | 124    | 124    | 124    | 124    | 124    | 124    |        |        |        |        |        |
| Sezon 2012                   |                                |                                |                                |                                |                                 |                                 |                                 |                                 |                          |                                 |                          |         |         |         |         |         |         |         |         |         |         |        |        |        |        |        |        |        |        |        |        |        |        |        |        |        |        |
| GP Nowej Zelandii – Auckland | GP Europy – Leszno             | GP Czech – Praga               | GP Szwecji – Göteborg          | GP Danii – Kopenhaga           | GP Polski – Gorzów Wielkopolski | GP Chorwacji – Gorican          | GP Włoch – Terenzano            | GP Wielkiej Brytanii – Cardiff  | GP Skandynawii – Målilla | GP Nordyckie – Vojens           | GP Polski – Toruń        | miejsce | miejsce | miejsce | miejsce | miejsce | miejsce | miejsce | miejsce | miejsce | miejsce | punkty | punkty | punkty | punkty | punkty | punkty | punkty | punkty | punkty | punkty |        |        |        |        |        |        |
| 4                            | 13                             | 3                              | 10                             | 8                              | 9                               | 15                              | 8                               | 6                               | 1                        | 7                               | 4                        | 9       | 9       | 9       | 9       | 9       | 9       | 9       | 9       | 9       | 9       | 88     | 88     | 88     | 88     | 88     | 88     | 88     | 88     | 88     | 88     |        |        |        |        |        |        |
| Sezon 2013                   |                                |                                |                                |                                |                                 |                                 |                                 |                                 |                          |                                 |                          |         |         |         |         |         |         |         |         |         |         |        |        |        |        |        |        |        |        |        |        |        |        |        |        |        |        |
| GP Nowej Zelandii – Auckland | GP Europy – Bydgoszcz          | GP Szwecji – Göteborg          | GP Czech – Praga               | GP Wielkiej Brytanii – Cardiff | GP Polski – Gorzów Wielkopolski | GP Danii – Kopenhaga            | GP Włoch – Terenzano            | GP Łotwy – Dyneburg             | GP Słowenii – Krško      | GP Skandynawii – Solna          | GP Polski – Toruń        | miejsce | miejsce | miejsce | miejsce | miejsce | miejsce | miejsce | miejsce | miejsce | miejsce | punkty | punkty | punkty | punkty | punkty | punkty | punkty | punkty | punkty | punkty |        |        |        |        |        |        |
| 11                           | 4                              | 3                              | 9                              | 3                              | 9                               | 0                               | –                               | 7                               | 3                        | 10                              | 5                        | 13      | 13      | 13      | 13      | 13      | 13      | 13      | 13      | 13      | 13      | 64     | 64     | 64     | 64     | 64     | 64     | 64     | 64     | 64     | 64     |        |        |        |        |        |        |
| Sezon 2014                   |                                |                                |                                |                                |                                 |                                 |                                 |                                 |                          |                                 |                          |         |         |         |         |         |         |         |         |         |         |        |        |        |        |        |        |        |        |        |        |        |        |        |        |        |        |
| GP Nowej Zelandii – Auckland | GP Europy – Bydgoszcz          | GP Finlandii – Tampere         | GP Czech – Praga               | GP Szwecji – Målilla           | GP Danii – Kopenhaga            | GP Wielkiej Brytanii – Cardiff  | GP Łotwy – Dyneburg             | GP Polski – Gorzów Wielkopolski | GP Nordyckie – Vojens    | GP Skandynawii – Solna          | GP Polski – Toruń        | miejsce | miejsce | miejsce | miejsce | miejsce | miejsce | miejsce | miejsce | miejsce | miejsce | punkty | punkty | punkty | punkty | punkty | punkty | punkty | punkty | punkty | punkty |        |        |        |        |        |        |
| 7                            | 10                             | 7                              | 7                              | 4                              | 6                               | 8                               | 6                               | 4                               | 15                       | 12                              | 17                       | 6       | 6       | 6       | 6       | 6       | 6       | 6       | 6       | 6       | 6       | 103    | 103    | 103    | 103    | 103    | 103    | 103    | 103    | 103    | 103    |        |        |        |        |        |        |
| Sezon 2015                   |                                |                                |                                |                                |                                 |                                 |                                 |                                 |                          |                                 |                          |         |         |         |         |         |         |         |         |         |         |        |        |        |        |        |        |        |        |        |        |        |        |        |        |        |        |
| GP Polski – Warszawa         | GP Finlandii – Tampere         | GP Czech – Praga               | GP Wielkiej Brytanii – Cardiff | GP Łotwy – Dyneburg            | GP Szwecji – Målilla            | GP Danii – Horsens              | GP Polski – Gorzów Wielkopolski | GP Słowenii – Krško             | GP Sztokholmu – Solna    | GP Polski – Toruń               | GP Australii – Melbourne | miejsce | miejsce | miejsce | miejsce | miejsce | miejsce | miejsce | miejsce | miejsce | miejsce | punkty | punkty | punkty | punkty | punkty | punkty | punkty | punkty | punkty | punkty |        |        |        |        |        |        |
| 3                            | 12                             | 9                              | 2                              | 7                              | 5                               | 7                               | 6                               | 4                               | 10                       | 11                              | 12                       | 10      | 10      | 10      | 10      | 10      | 10      | 10      | 10      | 10      | 10      | 88     | 88     | 88     | 88     | 88     | 88     | 88     | 88     | 88     | 88     |        |        |        |        |        |        |
| Sezon 2016                   |                                |                                |                                |                                |                                 |                                 |                                 |                                 |                          |                                 |                          |         |         |         |         |         |         |         |         |         |         |        |        |        |        |        |        |        |        |        |        |        |        |        |        |        |        |
| GP Słowenii – Krško          | GP Polski – Warszawa           | GP Danii – Horsens             | GP Czech – Praga               | GP Wielkiej Brytanii – Cardiff | GP Szwecji – Målilla            | GP Polski – Gorzów Wielkopolski | GP Niemiec – Teterow            | GP Sztokholmu – Solna           | GP Polski – Toruń        | GP Australii – Melbourne        | miejsce                  | miejsce | miejsce | miejsce | miejsce | miejsce | miejsce | miejsce | miejsce | miejsce | miejsce | punkty | punkty | punkty | punkty | punkty | punkty | punkty | punkty | punkty | punkty | punkty |        |        |        |        |        |
| 6                            | 8                              | 8                              | 6                              | 9                              | 2                               | 0                               | –                               | –                               | 7                        | 6                               | 14                       | 14      | 14      | 14      | 14      | 14      | 14      | 14      | 14      | 14      | 14      | 52     | 52     | 52     | 52     | 52     | 52     | 52     | 52     | 52     | 52     | 52     |        |        |        |        |        |
| Sezon 2018                   |                                |                                |                                |                                |                                 |                                 |                                 |                                 |                          |                                 |                          |         |         |         |         |         |         |         |         |         |         |        |        |        |        |        |        |        |        |        |        |        |        |        |        |        |        |
| GP Polski – Warszawa         | GP Czech – Praga               | GP Danii – Horsens             | GP Szwecji – Hallstavik        | GP Wielkiej Brytanii – Cardiff | GP Skandynawii – Målilla        | GP Polski – Gorzów Wielkopolski | GP Słowenii – Krško             | GP Niemiec – Teterow            | GP Polski – Toruń        | miejsce                         | miejsce                  | miejsce | miejsce | miejsce | miejsce | miejsce | miejsce | miejsce | miejsce | miejsce | miejsce | punkty | punkty | punkty | punkty | punkty | punkty | punkty | punkty | punkty | punkty | punkty | punkty |        |        |        |        |
| –                            | –                              | –                              | 7                              | –                              | –                               | –                               | –                               | –                               | –                        | 19                              | 19                       | 19      | 19      | 19      | 19      | 19      | 19      | 19      | 19      | 19      | 19      | 7      | 7      | 7      | 7      | 7      | 7      | 7      | 7      | 7      | 7      | 7      | 7      |        |        |        |        |

| Statystyki        | Statystyki |
| ----------------- | ---------- |
| Starty            | 158        |
| Zwycięstwa        | 9          |
| Miejsca na podium | 18         |
| Finalista         | 26         |
| Punkty            | 1367       |

## Starty windywidualnych mistrzostwach świata juniorów
| Sezon | Dzień       | Miejscowość         | Miejsce | Punkty | Biegi       | Zwycięzca           |
| ----- | ----------- | ------------------- | ------- | ------ | ----------- | ------------------- |
| 1997  | 2 sierpnia  | Mšeno               | 7.      | 8      | (3,1,3,t,1) | Jesper Bruun Jensen |
| 1998  | 1 sierpnia  | Piła                | 10.     | 5      | (3,2,w,-,-) | Robert Dados        |
| 2000  | 27 sierpnia | Gorzów Wielkopolski | 1.      | 14     | (2,3,3,3,3) | –                   |

## Starty wdrużynowym pucharze świata
| Sezon | Dzień                            | Miejscowość                                                               | Miejsce | Punkty   | Biegi                                    | Reprezentacja | Zwycięzca |
| ----- | -------------------------------- | ------------------------------------------------------------------------- | ------- | -------- | ---------------------------------------- | ------------- | --------- |
| 2001  | 2 lipca 7 lipca                  | Gdańsk (Półfinał) Wrocław (Finał)                                         | 3.      | 14 9     | (2,3,3,3,3) (4,4,w,1,-)                  | Szwecja       | Australia |
| 2003  | 5 sierpnia 7 sierpnia 9 sierpnia | Holsted (Półfinał) Outrup (Baraż) Vojens (Finał)                          | 1.      | 14 20 12 | (3,3,2,3,3) (1,3,4,4,4,4) (0,3,3,4,2)    | Szwecja       | –         |
| 2004  | 2 sierpnia 5 sierpnia 7 sierpnia | Eastbourne (Półfinał) Poole (Baraż) Poole (Finał)                         | 1.      | 14 12 7  | (2,3,4!,2,3) (2,2,2,3,3) (1,1,2,0,3)     | Szwecja       | –         |
| 2005  | 2 sierpnia 6 sierpnia            | Eskilstuna (Półfinał) Wrocław (Finał)                                     | 2.      | 12       | (2,3,1,3,3) (1,3,2,4!,2)                 | Szwecja       | Polska    |
| 2006  | 18 lipca 22 lipca                | Målilla (Półfinał) Reading (Finał)                                        | 2.      | 14       | (3,3,3,3,2) (3,3,2,2!,3,1)               | Szwecja       | Dania     |
| 2007  | 19 lipca                         | Leszno (Baraż)                                                            | 5.      | 3        | (0,1,1,1,-)                              | Szwecja       | Polska    |
| 2008  | 14 lipca 17 lipca 19 lipca       | Coventry (Półfinał) Vojens (Baraż) Vojens (Finał)                         | 3.      | 9 13 9   | (1,2,3,1,2) (3,2,3,3,2) (0,1,2,1,3,3)    | Szwecja       | Dania     |
| 2009  | 11 lipca 16 lipca 18 lipca       | Vojens (Półfinał) Leszno (Baraż) Leszno (Finał)                           | 3.      | 13 16 11 | (1,3,3,2,4!) (2,2,3,3,0,6!) (3,0,1,6!,1) | Szwecja       | Polska    |
| 2010  | 29 lipca 31 lipca                | Vojens (Baraż) Vojens (Finał)                                             | 3.      | 8 13     | (3,2,0,2,1) (2,3,2,4!,0,2)               | Szwecja       | Polska    |
| 2011  | 9 lipca 14 lipca 16 lipca        | Vojens (Półfinał) Gorzów Wielkopolski (Baraż) Gorzów Wielkopolski (Finał) | 3.      | 11 16 1  | (3,2,3,1,2) (3,1,3,3,6!) (1,0,0!,0,-)    | Szwecja       | Polska    |
| 2012  | 14 lipca                         | Målilla (Finał)                                                           | 4.      | 11       | (3,6!,0,0,2)                             | Szwecja       | Dania     |
| 2014  | 29 lipca 31 lipca                | Västervik (Półfinał) Bydgoszcz (Baraż)                                    | 5.      | 16 9     | (3,3,2,6!,2) (2,2,2,2,1)                 | Szwecja       | Dania     |
| 2015  | 6 czerwca 14 czerwca             | Gniezno (Półfinał) Vojens (Finał)                                         | 1.      | 13 12    | (3,2,1,3,3) (3,3,1,2,3)                  | Szwecja       | –         |
| 2016  | 26 lipca 30 lipca                | Västervik (Półfinał) Manchester (Finał)                                   | 3.      | 13 8     | (3,3,2,2,3) (3,2,0,1,2)                  | Szwecja       | Polska    |
| 2017  | 4 lipca 8 lipca                  | Västervik (Półfinał) Leszno (Finał)                                       | 2.      | 8 7      | (1,2,1,3,1) (2,2,0,1,2)                  | Szwecja       | Polska    |

## Pozostałe osiągnięcia
- Drużynowe Mistrzostwa Polski
  - 1999 – 6. miejsce – średnia biegowa 1,655 (Stal Gorzów – pierwsza liga)
  - 2000 – 3. miejsce – średnia biegowa 1,500 (Stal Gorzów – Ekstraliga)
  - 2001 – 1. miejsce – średnia biegowa 1,972 (Apator Toruń – Ekstraliga)
  - 2002 – 4. miejsce – średnia biegowa 1,883 (Włókniarz Częstochowa – Ekstraliga)
  - 2003 – 1. miejsce – średnia biegowa 2,267 (Włókniarz Częstochowa – Ekstraliga)
  - 2004 – 6. miejsce – średnia biegowa 2,734 (Polonia Bydgoszcz – Ekstraliga)
  - 2005 – 2. miejsce – średnia biegowa 2,265 (Polonia Bydgoszcz – Ekstraliga)
  - 2006 – 3. miejsce – średnia biegowa 2,178 (Polonia Bydgoszcz – Ekstraliga)
  - 2007 – 8. miejsce (spadek) – średnia biegowa 2,017 (Polonia Bydgoszcz – Ekstraliga)
  - 2008 – 1. miejsce – średnia biegowa 2,578  (Polonia Bydgoszcz – I liga)
  - 2009 – 4. miejsce – średnia biegowa 2,098 (Polonia Bydgoszcz – Ekstraliga)
  - 2010 – 8. miejsce (spadek) – średnia biegowa 2,056 (Polonia Bydgoszcz – Ekstraliga)
  - 2011 – 1. miejsce – średnia biegowa 2,317 (Falubaz Zielona Góra – Ekstraliga)
  - 2012 – 4. miejsce – średnia biegowa 2,269 (Falubaz Zielona Góra – Ekstraliga)
  - 2013 – 1. miejsce – średnia biegowa 2,041 (Falubaz Zielona Góra – Ekstraliga)
  - 2014 – 4. miejsce – średnia biegowa 1,916 (Falubaz Zielona Góra – Ekstraliga)
  - 2015 – 5. miejsce – średnia biegowa 1,390 (Falubaz Zielona Góra – Ekstraliga)
  - 2016 – 6. miejsce – średnia biegowa 1,569 (ROW Rybnik – Ekstraliga)
  - 2017 – 5. miejsce – średnia biegowa 1,146 (Włókniarz Częstochowa – Ekstraliga)
  - 2018 – 1. miejsce – średnia biegowa 2,389 (Motor Lublin – I liga)
  - 2019 – 6. miejsce – średnia biegowa 1,175 (Motor Lublin – Ekstraliga)
- Drużynowe Mistrzostwa Szwecji
  - 1996 – 2. miejsce – (Rospiggarna Hallstavik – Elitserien)
  - 1997 – 1. miejsce – (Rospiggarna Hallstavik – Elitserien)
  - 1998 – 2. miejsce – (Rospiggarna Hallstavik – Elitserien)
  - 1999 – 3. miejsce – (Rospiggarna Hallstavik – Elitserien)
  - 2000 – 2. miejsce – (Rospiggarna Hallstavik – Elitserien)
  - 2001 – 1. miejsce – (Rospiggarna Hallstavik – Elitserien)
  - 2002 – 1. miejsce – (Rospiggarna Hallstavik – Elitserien)
  - 2003 – 9. miejsce – (Rospiggarna Hallstavik – Elitserien)
  - 2004 – 6. miejsce – (Rospiggarna Hallstavik – Elitserien)
  - 2005 – 3. miejsce – (Luxo Stars Målilla – Elitserien)
  - 2006 – 2. miejsce – (Luxo Stars Målilla – Elitserien)
  - 2007 – 1. miejsce – (Dackarna Målilla – Elitserien)
  - 2008 – 3. miejsce – (Dackarna Målilla – Elitserien)
  - 2009 – 6. miejsce – (Dackarna Målilla – Elitserien)
  - 2010 – 3. miejsce – (Dackarna Målilla – Elitserien)
  - 2011 – 7. miejsce – (Dackarna Målilla – Elitserien)
  - 2011 – 1. miejsce – (Rospiggarna Hallstavik – Allsvenskan)
  - 2012 – 3. miejsce – (Dackarna Målilla – Elitserien)
  - 2012 – 2. miejsce – (Rospiggarna Hallstavik – Allsvenskan)
  - 2013 – 3. miejsce – (Dackarna Målilla – Elitserien)
  - 2013 – 1. miejsce – (Rospiggarna Hallstavik – Allsvenskan)
  - 2014 – 3. miejsce – (Rospiggarna Hallstavik – Elitserien)
  - 2015 – 6. miejsce – (Rospiggarna Hallstavik – Elitserien)
  - 2016 – 1. miejsce – (Rospiggarna Hallstavik – Elitserien)
  - 2017 – 3. miejsce – (Rospiggarna Hallstavik – Elitserien)
  - 2018 – 3. miejsce – (Rospiggarna Hallstavik – Elitserien)
  - 2019 – 8. miejsce – (Rospiggarna Hallstavik – Elitserien)
- Drużynowe Mistrzostwa Wielkiej Brytanii
  - 2001 – 3. miejsce – (Coventry Bees – Elite League)
  - 2002 – 3. miejsce – (Coventry Bees – Elite League)
  - 2003 – 2. miejsce – (Coventry Bees – Elite League)
  - 2004 – 10. miejsce – (Coventry Bees – Elite League)
  - 2005 – 2. miejsce – (Coventry Bees – Elite League)
  - 2006 – 11. miejsce – (Lakeside Hammers – Elite League)
  - 2007 – 5. miejsce – (Lakeside Hammers – Elite League)
  - 2008 – 2. miejsce – (Lakeside Hammers – Elite League)
  - 2015 – 8. miejsce – (Lakeside Hammers – Elite League)
  - 2016 – 3. miejsce – (Lakeside Hammers – Elite League)
- Mistrzostwa Szwecji Par
  - 1999 – 1. miejsce
  - 2001 – 1. miejsce
  - 2002 – 3. miejsce
- Mistrzostwa Polski Par Klubowych
  - 2006 – 2. miejsce (Polonia Bydgoszcz) – 11+1 (3,2*,3,0,-,3)
- Indywidualne Mistrzostwa Skandynawii
  - 2001 – 2. miejsce
- Indywidualne Mistrzostwa Szwecji
  - 1997 – Vetlanda – 15. miejsce – 4 pkt (1,1,0,1,1)
  - 1998 – Hagfors – 4. miejsce – 11 pkt (2,3,2,2,2)
  - 1999 – Norrköping – 5. miejsce – 11 pkt (3,3,1,2,2)
  - 2000 – Norrköping – 6. miejsce – 9 pkt (2,1,2,2,2)
  - 2001 – Avesta – 3. miejsce – 13 pkt (2,2,3,3,3)
  - 2003 – Avesta – 7. miejsce – 6 pkt (2,1,3,t)
  - 2004 – Målilla – 4. miejsce – 7 pkt (3,2,2,0)
  - 2006 – Motala – 1. miejsce – 14+3 pkt (3,2,3,3,3+3)
  - 2007 – Kumla – 1. miejsce – 13+1+3+3 pkt (2,3,3,3,2+1+3+3)
  - 2008 – Avesta – 8. miejsce – 7 pkt (3,3,1,-)
  - 2009 – Målilla – 1. miejsce – 13+3 pkt (3,3,1,3,3+3)
  - 2010 – Målilla – 1. miejsce – 13+3 pkt (3,3,3,3,1+3)
  - 2011 – Målilla – 1. miejsce – 13+3 pkt (3,3,3,1,3+3)
  - 2013 – Vetlanda – 1. miejsce – 11+3 pkt (2,1,2,3,3+3)
  - 2015 – Hallstavik – 2. miejsce – 14+2 pkt (3,3,3,3,2+2)
  - 2016 – Hallstavik – 1. miejsce – 13+3 pkt (3,2,3,2,3+3)
  - 2017 – Avesta – 6. miejsce – 9+1 pkt (2,1,3,3,0+1)
  - 2018 – Eskilstuna – 6. miejsce – 10+1 pkt (1,3,2,1,3+1)
  - 2019 – Hallstavik – 2. miejsce – 13+2 pkt (2,3,3,2,3+2)
- Indywidualne Mistrzostwa Szwecji Juniorów
  - 1996 – VII miejsce – 9 pkt
  - 1997 – IV miejsce – 10 pkt
  - 1998 – I miejsce – 15 pkt
  - 1999 – II miejsce – 14+2 pkt
  - 2000 – I miejsce – 15 pkt
- Indywidualne Mistrzostwa Szwecji Młodzików
  - 1995 – I miejsce – 13+3 pkt

| Osiągnięcia: | Osiągnięcia: | 2. miejsce (2001) | 2. miejsce (2001) | 2. miejsce (2001) | 2. miejsce (2001) |
| Sezon        | Miasto       | Msc               | Pkt               | Biegi             | Kluby             |
| 2001         | Gorzów Wlkp. | 2                 | 10+2              | (1,d,3,3,3)+2     | Toruń             |
| 2007         | Gorzów Wlkp. | 4                 | 10+t              | (3,2,2,0,3)+t     | Bydgoszcz         |
| 2009         | Gorzów Wlkp. | 4                 | 14                | (1,3,2,3,3,2)     | Bydgoszcz         |
| 2017         | Gorzów Wlkp. | 15                | 3                 | (0,2,0,1,0)       | Częstochowa       |

- Kryterium Asów Polskich Lig Żużlowych:
  - 2009 – 1. miejsce – 12 pkt (2,2,3,3,2)
  - 2010 – 11. miejsce – 5 pkt (1,1,1,1,1)
- Turniej o Koronę Bolesława Chrobrego Pierwszego Króla Polski w Gnieźnie:
  - 2010 – 5. miejsce – 9 pkt
  - 2011 – 3. miejsce – 10 + 1 pkt
  - 2013 – 8. miejsce – 8 pkt